# Fluorure de phénylméthylsulfonyle
Le fluorure de phénylméthylsulfonyle (PMSF) est un composé chimique de formule C6H5CH2SO2F. Il se présente sous la forme d'un solide blanc cristallisé qui s'hydrolyse au contact de l'eau. Il s'agit d'un inhibiteur des protéases à sérine couramment utilisé pour préserver les protéines à étudier dans une préparation de lysat cellulaire afin d'éviter que ces protéines ne soient clivées par les peptidases libérées au cours de l'opération. Il peut être distribué ou stocké en solution dans l'éthanol anhydre, l'isopropanol, l'huile de maïs, ou encore le diméthylsulfoxyde (DMSO). Il doit être conservé au froid, mais la température du réfrigérateur (2 à 8 °C) convient pour quelques mois, 9 mois au plus.
Le PMSF est cytotoxique et doit être manipulé avec précaution. L'inhibition de l'activité protéolytique des endopeptidases à sérine a lieu à des concentrations de 0,1 à 1 mmol/L. On ajoute le PMSF juste avant l'utilisation, car sa demi-vie en milieu aqueux est brève et diminue quand le pH augmente, comme le montrent les données suivantes recueillies à 25 °C : 110 min à pH 7, 55 min à pH 7,5 et 35 min à pH 8.
Cet inhibiteur se lie spécifiquement au résidu de sérine du site actif d'une protéase à sérine. Il ne se lie pas aux autres résidus de sérine de la protéine. Cela résulte de l'environnement particulier de ce résidu de sérine, qui rend ce dernier particulièrement réactif. Cette liaison forte entre les peptidases et le PMSF permet d'observer ce dernier par cristallographie aux rayons X, et notamment d'identifier le site actif de l'enzyme en utilisant le PMSF comme marqueur chimique.